# Le Voleur (Darien)
Pour les articles homonymes, voir Le Voleur.
Le Voleur est un roman de Georges Darien publié en 1897. Il se déroule tout à la fin du XIXe siècle, période où l'anarchisme se répand. De nombreux liens entre l'intrigue et la vie de Darien sont sous-jacents dans le livre ; mais l'auteur ayant mené une vie très mystérieuse, rien ne permet de les confirmer assurément.
Le roman a été adapté au cinéma par Louis Malle en 1967 dans le film du même nom, avec Jean-Paul Belmondo dans le rôle-titre.

## Histoire
Le roman est centré sur un personnage nommé Randal, qui est aussi le narrateur et à qui l'auteur Darien prétend, au début du livre, avoir volé son manuscrit autobiographique et l'avoir signé à sa place. Randal est issu d'une famille bourgeoise et mène une enfance paisible jusqu'au décès de ses parents. Son oncle devient à partir de ce moment-là son tuteur et dilapide son héritage sur des placements boursiers à haut risque. Ainsi appauvri voire volé, Randal décide de devenir lui-même voleur en se « professionnalisant ». Bien qu'il soit officiellement ingénieur, il va, tout au long de l'intrigue, vivre de l'argent et des titres qu'il aura volés à d'autres bourgeois.
Cette histoire suscite une réflexion sur la société bourgeoise de l'époque du récit, mais aussi sur la morale, les lois, la religion.

## Notoriété
Le Voleur de Georges Darien figure en 6ème place en sein de la bibliothèque idéale du Docteur Faustroll dans le livre Gestes et opinions du docteur Faustroll, pataphysicien d'Alfred Jarry. L'ouvrage romanesque de Jarry permettra en autre à André Breton de découvrir Georges Darien, auteur méconnu tombé dans l'oublie, et de susciter son admiration pour cette œuvre éminente qu'il va considéré comme un chef-d’œuvre.

## Résumé des chapitres
Chapitre I
Randal y raconte son enfance avec ses parents et son grand-père. Il évoque des souvenirs joyeux. Il était bon élève et déjà on lui promettait un avenir glorieux et riche.
Chapitre II
Ses parents meurent. Son oncle, devenu son tuteur, lui vole son argent. C'est un passage décisif du roman car Randal se rend compte, alors qu'il est adolescent, qu'il a besoin de se révolter. Il critique aussi violemment le système éducatif qu'il accuse de formater les élèves au système bourgeois que Randal dénonce.
Chapitre III
Randal rencontre Isaacar qui devient son ami. Isacaar est ingénieur et conseille à Randal de faire de même. Ils ont tous deux un débat sur la morale et parlent de l'oncle de Randal qui lui annonce qu'il n'a presque plus d'argent sur son héritage. Après une relation avec Marguerite, l'employée des Montareuil, Randal part en Belgique.
Chapitre IV
On apprend que la famille de Montareuil, une famille proche de celle de l'oncle de Randal, s'est fait cambrioler. Charlotte, la fille de l'oncle, qui devait se marier avec Édouard de Montareuil, annule son mariage. Elle a ensuite une liaison avec Randal mais tombe vite enceinte. Son père, l'oncle de Randal, refuse leur mariage. À la fin du chapitre, Randal avoue à Charlotte que c'est lui qui a commis le vol chez le Montareuil.
Chapitre V
Randal et Isaacar discutent, ils légitiment le vol comme un moyen de lutte contre la société. Puis ils rencontrent un industriel dont ils dénoncent le cynisme et la bêtise. Roger-La-Honte fait son apparition.
Chapitre VI
Roger-La-Honte (ou Roger Voisin) raconte sa vie. Il est un brin artiste mais surtout c'est aussi un voleur. Randal et lui décident donc d'aller voler l'industriel qu'ils ont rencontré précédemment.
Chapitre VII
Paternoster est un notaire qui rachète les titres volés chez l'industriel. Randal présente sa sœur (Broussaille) et Ida à Randal. Broussaille a été arnaquée, elle n'a plus de mobilier ; Randal et Roger l'aident. Randal retourne à Paris.
Chapitre VIII
Randal fait la connaissance d'une femme, Renée, une bourgeoise qui a besoin d'argent, dit-elle, car son mari ne lui en donne pas assez. Elle décide donc de devenir la commanditaire de plusieurs vols chez des amis à elle. Ce passage est d'ailleurs l'occasion d'une réflexion sur la dépendance des femmes à leur mari à cette époque. Randal multiplie les vols et achète une maison à Londres où il embauche Annie, une pauvre femme, comme employée de maison.
Chapitre IX
L'abbé Lamargelle, un abbé peu scrupuleux, propose à Randal un joli coup mais reste très mystérieux. Il lui donne rendez-vous à la Banque Nationale.
Chapitre X
Randal part en France commettre le vol dont a parlé l'abbé. Il rencontre dans le train un "socialiste-conservateur" qui sert de stéréotype pour une critique du conservatisme bourgeois.
Chapitre XI
Randal fréquente des groupes socialistes afin d'en critiquer les théories.
Chapitre XII
Tout comme il l'avait fait pour les socialistes, Randal parle avec un anarchiste, Balon, qu'il accuse d'être trop semblable aux socialistes et qu'il critique aussi.
Chapitre XIII
Randal rencontre un criminologiste et écrit dans la Revue Pénitentiaire des articles dans lesquels il caricature les théories criminologistes. Il est vivement apprécié de ses collègues, ce qui permet de se moquer d'eux. Il retrouve grâce à cela un ami d'enfance qui s'intéresse à ses thèses. Très vite, il va se rendre compte que ce dernier est marié à Renée, la bourgeoise voleuse. Renée et Randal, vont critiquer la société bourgeoise et les artistes qui s'y mêlent lors d'une réception.
Chapitre XIV
Randal retrouve Marguerite qui a été renvoyée après le vol chez les Montareuil. Elle se fait entretenir par un homme, Carbassol, qui va devenir ministre et organise pour l'occasion une fête à laquelle Randal est invité. Cannonier, un voleur que Randal connaissait, vient le rencontrer et il profite de la fête pour commettre un gros vol et critiquer Courbassol et les politiciens.
Chapitre XV
Isaacar aide la police à arrêter Cannonier. Randal est blessé par ce qu'il considère comme une trahison.
Chapitre XVI
Cannonier, que Randal croyait arrêté, a en fait échappé à la police. Il présente sa fille, Hélène, à Randal. Mais Cannonier est finalement arrêté.
Chapitre XVII
Hélène raconte à Randal la vie malheureuse qu'elle a passée dans une famille qui l'hébergeait. Ils échafaudent un plan qui lui permettra de se venger. En attendant de pouvoir le mettre en application, Hélène se réfugie chez une amie de Randal.
Chapitre XVIII
Randal fait du chantage à Barzot, un ami de la famille d'accueil d'Hélène. Il demande qu'Hélène se marie avec le fils de cette famille, pour qu'elle ait un rang social et de l'argent.
Chapitre XIX
Randal commence à se lasser de sa vie, il éprouve de l'ennui. Alors qu'Hélène se marie, il s'avoue à lui-même ses sentiments pour elle. Randal manque de se faire arrêter après un vol, mais c'est un ami d'enfance qui le poursuit et finit donc par l'aider. Charlotte revient avec la fille qu'elle a eue avec Randal.
Chapitre XX
Leur fille est malade, elle a la méningite. Ils ont besoin d'argent pour payer un grand médecin. Randal se voit contraint de tuer Paternoster et de lui voler son argent alors qu'il a dit dès le début du roman qu'il ne tuerait pas. Malheureusement, le médecin ne peut rien faire et la petite meurt.
Chapitre XXI
Randal avoue son amour à Charlotte puis ils prennent trois mois de vacances au bord de la Méditerranée. C'est un des rares passages où Randal est heureux dans son roman. Mais soudain, alors qu'ils sont au casino, Charlotte est prise d'une panique qu'elle n'explique pas à Randal. Ils rentrent donc à Londres mais Charlotte s'enfuit sans beaucoup d'explications.
Chapitre XXII
Pour retrouver Charlotte, Randal part à la recherche de son oncle. Mais il est introuvable, il va par contre retrouver Renée et son mari qu'elle trompe sans le moindre scrupule.
Chapitre XXIII
Randal ne va toujours pas très bien. Il va vivre quelque temps à Paris. Le mari de Renée la découvre, il la tue ainsi que son amant.
Chapitre XXIV
Le mari est mis en examen. Randal ne veut pas passer devant le juge, même en tant que témoin. Il se débrouille donc pour que lui soit confiée une mission officielle qui légitime son éloignement de Paris et il part à Bruxelles. Randal commence à écrire ses mémoires. Roger se voit confier une mission, il doit organiser un faux cambriolage pour un bourgeois.
Chapitre XXV
Randal devance Roger et vole réellement le bourgeois. Il rencontre la femme du bourgeois qui tentait de voler des lettres à son mari. L'homme est accusé d'avoir organisé un faux cambriolage tandis que sa femme s'exile.
Chapitre XXVI
Geneviève, la femme rencontrée lors du cambriolage, s'associe à Randal. Elle est prostituée et tous deux partagent les gains de leurs métiers.
Chapitre XXVII
L'oncle meurt, Randal falsifie son héritage et s'accorde une part importante. Il se contente de funérailles économiques et non-religieuses. Ceci constitue sa vengeance vis-à-vis de son oncle. Geneviève dénonce Randal à Lamargelle qui feint de ne pas être au courant puis elle s'enfuit avec un de ses clients.
Chapitre XXVIII
Randal est millionnaire grâce à l'héritage de son oncle. Toutefois, il ne se sent pas plus heureux. Il refuse d'entrer en politique. Il retrouve Isaacar et apprend qu'il avait en fait aidé Cannonier à s'échapper mais qu'il n'a pas pu faire mieux et empêcher son arrestation.
Chapitre XXIX
Randal et Hélène sont amoureux mais ne peuvent pas vivre ensemble.
Chapitre XXXe
Randal et Lamargelle discutent. Randal refuse de conclure son roman car selon lui toute conclusion est provisoire. Il décide d'arrêter de voler.

## Édition
Le Voleur, Paris, P.-V.[Lequel ?] Stock, 1898    (Wikisource).